# Tanaostigmodes brasilianus
Tanaostigmodes brasilianus is een vliesvleugelig insect uit de familie Tanaostigmatidae. De wetenschappelijke naam is voor het eerst geldig gepubliceerd in 2005 door Perioto & Lara.